# جون إي. ماكلولين
جون إي. ماكلولين (بالإنجليزية: John E. McLaughlin)‏ هو جاسوس أمريكي، ولد في 15 يونيو 1942 في ماكيسبورت في الولايات المتحدة.

## وصلات خارجية
- جون إي. ماكلولين على موقع إن إن دي بي (الإنجليزية)